# 967 Helionape
967 Helionape là một tiểu hành tinh vành đai chính thuộc nhóm Flora của vành đai chính. Đường kính của nó khoảng 12 km. .